# 카멘 무어
카먼 무어(Carmen Moore, 1972년 12월 24일 ~ )는 캐나다의 배우이다.
브리티시컬럼비아주에서 태어났다.

## 영화
- 여자1 여자2 여자3 (2017년)
- 로스트 솔라스 (2016년)
- 드렁크타운즈 파이니스트 (2014년)
- 낫 인디언 이너프 (2013년)
- 배틀스타 갤럭티카: 블러드 앤 크롬 (2012년)
- Two Indians Talking (2010)
- 둠스데이 2014 (2010년) - 하퍼 역
- 잃어버린 세계를 찾아서 2 : 지구 속 여행 (2008년)
- 플래쉬 고든 (2007년)
- 화성 아이, 지구 아빠 (2007년)
- 언내츄럴 & 액서던틀 (2006년)
- 안드로메다 (2000년)
- 클루리스 2 (1999년)